# Исянгильдино (Башкортостан)
Исянги́льдино (баш. Иҫәнгилде) — деревня в Хайбуллинском районе Башкортостана, входит в Целинный сельсовет.

## Географическое положение
Расстояние до:
- районного центра (Акъяр): 62 км,
- центра сельсовета (Целинное): 16 км,
- ближайшей ж/д станции (Сибай): 70 км.

## Население
| 2002 | 2010 |
| ---- | ---- |
| 495  | ↘486 |

Национальный состав
Согласно переписи 2002 года, преобладающая национальность — башкиры (100 %).

## Религия
В деревне есть мечеть.

## Достопримечательности
В 3 км находится озеро Юмаркалы.